# Liste der brasilianischen Botschafter in Kenia
Die brasilianische Botschaft befindet sich an der U.N. Crescent Road in Gigiri, Nairobi.
Der Botschafter in Nairobi ist regelmäßig auch in Bujumbura (Burundi), Kigali (Ruanda) und Kampala (Uganda) akkreditiert.
| Ernannt       | Name                                            | Bemerkungen | ernannt während der Regierung von    | akkreditiert während der Regierung von | Posten verlassen |
| ------------- | ----------------------------------------------- | --- | ------------------------------------ | -------------------------------------- | ---------------- |
| 2. Sep. 1967  | Frank Henri Teixeira de Mesquita                | [ 2 ] | Artur da Costa e Silva               | Jomo Kenyatta                          | 23. Jan. 1975    |
| 21. Jan. 1975 | Regina Victoria Castelano Branco Duncan         | Geschäftsträger                                                                                                 | Ernesto Geisel                       | Jomo Kenyatta                          | 27. Jan. 1975    |
| 28. Jan. 1975 | Frank Henri Teixeira de Mesquita                | | Ernesto Geisel                       | Jomo Kenyatta                          | 2. März 1975     |
| 3. März 1975  | Regina Victoria Castelano Branco Duncan         | Geschäftsträger                                                                                                 | Ernesto Geisel                       | Jomo Kenyatta                          | 14. März 1975    |
| 15. März 1975 | Frank Henri Teixeira de Mesquita                | | Ernesto Geisel                       | Jomo Kenyatta                          | 20. Apr. 1975    |
| 20. Okt. 1975 | Renate Stille                                   | Geschäftsträgerin                                                                                               | Ernesto Geisel                       | Jomo Kenyatta                          |                  |
| 10. Juli 1975 | Bárbara Goraczko                                | Geschäftsträgerin                                                                                               | Ernesto Geisel                       | Jomo Kenyatta                          | 30. Nov. 1975    |
| 1. Dez. 1975  | Carlos dos Santos Veras                         | 1978: Botschafter in Bukarest, 1986 Botschafter in Kingston, Jamaika                                            | Ernesto Geisel                       | Jomo Kenyatta                          | 31. Dez. 1975    |
| 15. Dez. 1982 | Ney Moraes de Mello Mattos                      | | João Baptista de Oliveira Figueiredo | Daniel arap Moi                        | 1986             |
| 1984          | João Augusto de Médicis                         | | João Baptista de Oliveira Figueiredo | Daniel arap Moi                        |                  |
| 18. Okt. 1989 | Luiz Felipe de La Torre Benitez Teixeira Soares | zeitgleich in Port Louis akkreditiert                                                                           | José Sarney                          | Daniel arap Moi                        |                  |
| 1995          | Mário Augusto Santos                            | zeitgleich in Addis Abeba akkreditiert                                                                          | Fernando Henrique Cardoso            | Daniel arap Moi                        | 1998             |
| 1998          | Joaquim Augusto Whitaker Salles                 | [ 4 ] | Fernando Henrique Cardoso            | Daniel arap Moi                        | 26. Apr. 2000    |
| 17. Aug. 2005 | Antônio José Rezende de Castro                  | | Luiz Inácio Lula da Silva            | Mwai Kibaki                            |                  |
| 6. Dez. 2007  | Ana Maria Sampaio Fernandes                     | (* 24. Februar 1949 in Rio de Janeiro) Tochter von Maria Aparecida Sampaio Fernandes und Octavio José Fernandes | Luiz Inácio Lula da Silva            | Mwai Kibaki                            |                  |
| 27. Feb. 2013 | Marcela Maria Nicodemos                         | (* Petrópolis, RJ.) Tochter von Nelinda Teixeira und Wilson Nicodemos                                           | Dilma Rousseff                       | Uhuru Kenyatta                         |                  |